# 張首晟

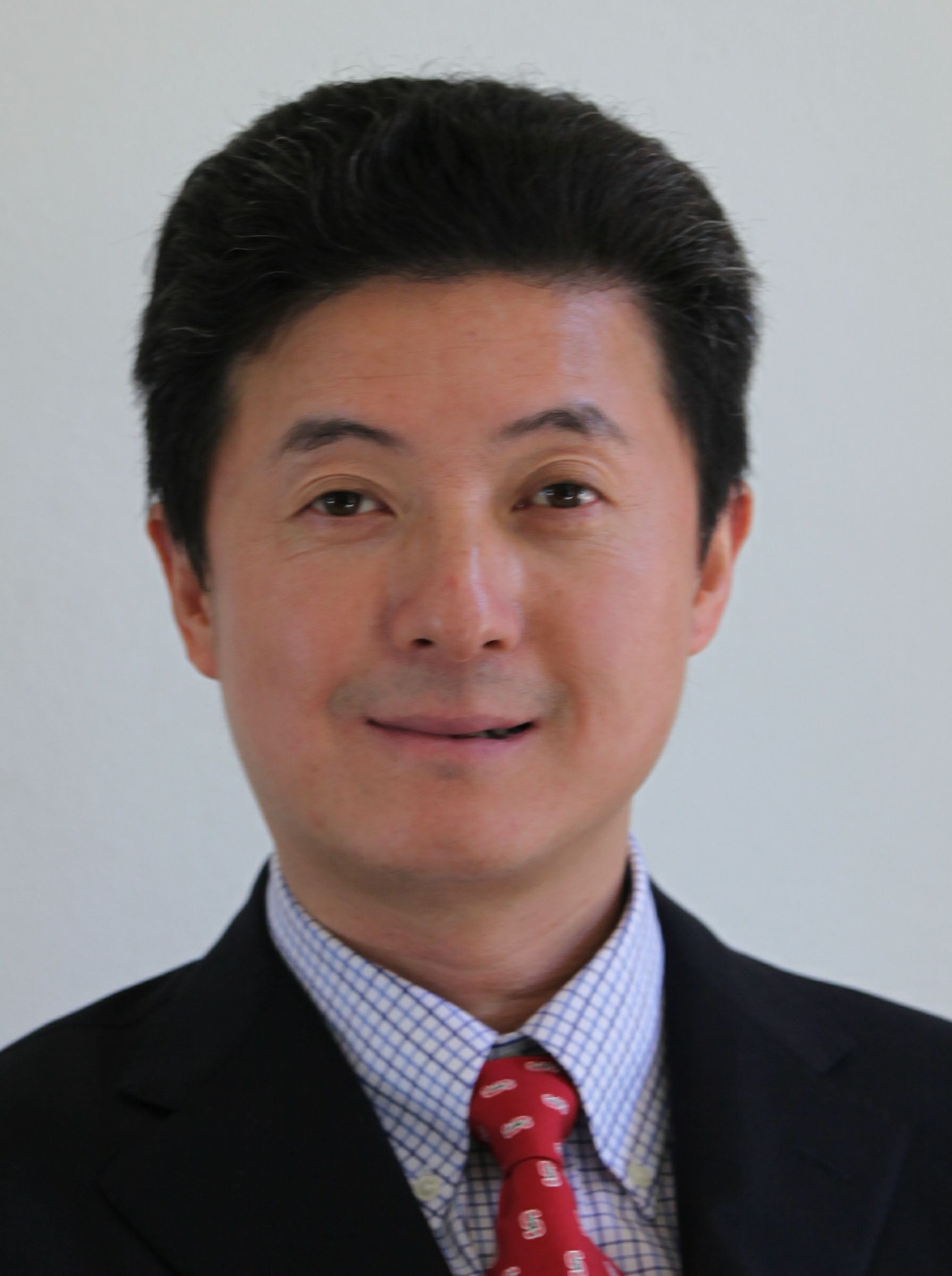
張 首晟

張 首晟（チョウ・シュセイ、1963年2月15日 - 2018年12月1日）は、中国系アメリカ人の物理学者で、スタンフォード大学の物理学教授であった。

## 来歴
上海生まれ。1978年、15歳で復旦大学に合格。1980年にベルリン自由大学に留学し、1983年に学士号を取得した。その後、ニューヨーク州立大学ストーニーブルック校で大学院課程を修了。当初最初のうち、超重力の研究を行い（1987年に博士号を取得）、楊振寧の勧めで物性物理学に転向した。
2007年、張が発見した「量子スピンホール効果」は、『サイエンス』誌の「世界の重要な科学的躍進・トップ10」に選ばれた。
2009年、「千人計画」の一員に選ばれた。2013年、張はベンチャーキャピタルのDanhua Capitalを設立し、2つのファンドで4億3450万ドルを調達した。
2018年、うつ病で自殺したと報道された。自殺の原因は、投資の失敗や、中国とアメリカの対立をめぐる世界の論争である。

## 科学的業績
HgTe量子井戸における最初の現実的な量子スピンホール材料を理論的に予測した。
Bi2Se3ファミリーの3次元トポロジカル絶縁体、トポロジカル磁気電気効果など、数多くの新しいトポロジカル状態の物質やトポロジカル効果がある。
共同研究者たちとは、分数量子ホール液体の新しい特性について、トポロジカル（チャーン・サイモンズ形式）な場の量子論的記述を導き出した。
また、拡張対称性原理に基づく高温超伝導の影響力のある理論を提唱した。

## 受賞歴
- 欧州物理学賞、2010年[8]
- オリバー・E・バックリー凝縮系賞、2012年
- ICTPディラック・メダル、2012年
- Physics Frontiers Prize、2013年.
- トムソン・ロイター引用栄誉賞、2014年。[9]
- ベンジャミン・フランクリン・メダル、2015年